# Damas del teatro
Damas del teatro (título original: Stage Door), también estrenada en español como Entre bastidores, es una película dramática de comedia estadounidense de 1937 dirigida por Gregory La Cava, producida por Pandro S. Berman, y protagonizada por Katharine Hepburn, Ginger Rogers, Adolphe Menjou, Gail Patrick, Constance Collier, Andrea Leeds, Samuel S. Hinds y Lucille Ball. Eve Arden y Ann Miller, que se hicieron famosas en películas posteriores, interpretan a personajes secundarios.
El guion, escrito por Morrie Ryskind y Anthony Veiller, se basa en la obra de teatro homónima de Edna Ferber y George S. Kaufman. Ryskind y Veiller cambiaron los nombres de casi todos los personajes. El director y los guionistas incorporaron el estilo individual de cada actriz a su personaje incluso usando improvisaciones durante el rodaje de la película.

## Argumento
Terry Randall (Hepburn) es una joven aspirante a actriz que llega al "Footlight Club", una pensión teatral de Nueva York, donde viven otras actrices que desean triunfar. Allí su presencia provoca roces con ellas, incluyendo su nueva compañera de habitación Jean Maitland (Rogers), a quien le hace poca gracia la llegada de Hepburn a la casa. Cuando el productor teatral Anthony Powell (Menjou) se fija en la atractiva Jean, es Terry, sin embargo, quien se introduce en la escena. Algunas compañeras no tendrán más remedio que olvidar sus sueños, quedarse, casarse o volver al pueblo que un día abandonaron.

## Reparto
|  | Katharine Hepburn como Terry Randall    |  | Ginger Rogers como Jean Maitland |
|  | Adolphe Menjou como Anthony Powell      |  | Gail Patrick como Linda Shaw     |
|  | Constance Collier como Catherine Luther |  | Andrea Leeds como Kay Hamilton   |
|  | Samuel S. Hinds como Henry Sims         |  | Lucille Ball como Judy Canfield  |

### Otros intérpretes
- Franklin Pangborn	como Harcourt.
- William Corson como Bill.
- Pierre Watkin como Richard Carmichael.
- Grady Sutton como 'Butch'.
- Frank Reicher como Stage Director.
- Jack Carson como Milbank.
- Phyllis Kennedy como Hattie.
- Eve Arden como Eve.
- Ann Miller como Annie.
- Huntley Gordon como Cast of Stage Play.

### Producción
La película no tiene casi nada que ver con la obra teatral, excepto en algunos nombres de personajes, como Kay Hamilton, Jean Maitland, Terry Randall, Linda Shaw y Judith Canfield. En la obra los personajes de Terry Randall y Jean Maitland son muy distintos y Kay Hamilton se suicida, pero por razones completamente diferentes y no en la noche del estreno.

### Recepción
La película recibió muy buenas críticas y fue un éxito moderado en la taquilla. El crítico de The Times escribió el 3 de enero de 1938, después del estreno de la película en el Regal el 31 de diciembre de 1937:

Las historias de la vida en el escenario siempre han atraído a Hollywood: aquí el éxito es sensacional y meteórico, y el fracaso igualmente repentino y dramático. (...) "Damas del Teatro" termina en éxito para uno de sus personajes y fracaso para otro, pero en conjunto es una película de perspicacia y caracterización inusual. (...) El diálogo es brillante, con el típico punto americano, pero casi siempre rencoroso y cruel, ya que estas chicas son producto de un ambiente duro.
"New films in London: Back-stage tragedy", The Times, 3 de enero de 1938, p. 10.

Las cuatro películas de Hepburn que precedieron a Damas del Teatro habían sido fracasos comerciales. Sin embargo, como resultado de la respuesta positiva a esta actuación, RKO la lanzó inmediatamente a ella junto a Cary Grant en la legendaria comedia La Fiera De Mi Niña (1938).
Damas del teatro sirvió de inspiración para la película argentina de la Época de Oro, Mujeres que trabajan (1938) de Manuel Romero, la cual también sigue a un grupo de jóvenes protagonistas que viven juntas en una pensión.

## Premios y nominaciones
National Board of Review
| Año  | Reconocimiento                | Resultado |
| ---- | ----------------------------- | --------- |
| 1937 | Diez películas más destacadas | Incluida  |